# 小行星9760
小行星9760（英語：9760）是一颗围绕太阳公转的小行星。1991年8月5日，亨利·E·霍爾特在帕洛马山发现了此天体。
这颗小行星的绝对星等为345.1391807225114等。